# AFA katalog
AFA-katalogerne er en række danske frimærkekataloger, der er udkommet siden 1935, hvor den århusianske frimærkehandler Harry Poulsen udgav det første katalog. Siden da var det i mange år Lars Boes der stod for udgivelsen af AFA-katalogerne indtil år 2000, hvor Erling Daugaard, ejeren af filateli-virksomheden Nordfrim, overtog udgivelsen af katalogerne.
AFA udgiver hovedsagelig kataloger over udgivne frimærker fra Danmark, Vest- og Østeuropa samt et specialkatalog over danske og danskrelaterede frimærkeudgivelser. Desuden udgives tidsskriftet Populær Filateli ti gange årligt, hvor de nyeste frimærkeudgivelser katalogiseres som supplement til frimærkekatalogerne, der som regel udgives én gang årligt.